# Hypomecis detractaria
Hypomecis detractaria là một loài bướm đêm trong họ Geometridae.